# Воєнні злочини в Одеській області під час російсько-української війни
Російські війська 23 квітня 2022 року обстріляли Одесу, поціливши ракетою в багатоповерхівку. Загинули щонайменше 8 людей, зокрема тримісячна дівчинка, її мама та бабуся. Ще 18 людей дістали поранення. Від російської ракети в Одесі загинула Валерія Глодан та її тримісячна донечка. Російська ракета в Одесі вбила подружню пару. Жінка була вагітна. Внаслідок ракетного обстрілу Одеси знищений  квадратний кілометр цвинтаря в Одесі. Пропаганда в РФ розповсюджує фейк про те, що ракета, яка вбила 8 людей та поранила 18, нібито впала на будинок випадково - коли її збила українська ППО. На відео видно, що це не так.
Російські війська 26 квітня 2022 року завдали ракетного удару по Одеській області, пошкоджено міст через Дністровський лиман у Затоці.
Російська армія 27 квітня 2022 року вдруге вдарила ракетами по автомобільно-залізничному мосту через Дністровський лиман у Затоці Одеської області. Міст зазнав руйнування.
Російські нацисти 30 квітня 2022 року обстріляли аеропорт Одеси, пошкоджено злітно-посадкову смугу.
Росія 2 травня 2022 року завдала декілька ракетних ударів по Одесі, внаслідок яких є загиблі та поранені. Зокрема, одним з ударів пошкоджено житлову будівлю, в якій на момент атаки перебували 5 людей. 15-річний хлопець загинув, ще одна неповнолітня дитина поранена. Також пошкоджена церква УПЦ Московського патріархату.
Російські війська 2 травня 2022 року втретє за останній тиждень здійснили ракетний обстріл одного й того ж мосту на Одещині.
Росіяни 3 травня 2022 року здійснили ракетний удар по місту Арциз у Болградському районі Одеської області.
Російські війська 4 травня 2022 року завдали повторного ракетного удару по Одеській області.
Російські окупанти крилатими ракетами сьогодні 7 травня 2022 року обстріляли Одесу, внаслідок чого виникла пожежа.
Російські окупанти 8 травня 2022 року обстріляли узбережжя у Київському районі Одеси. Російські снаряди влучили у будівлю.
Внаслідок ракетних ударів росіян по Одеській області у неділю 8 травня 2022 року поранено дівчину, пошкоджено цивільні об’єкти та об’єкти інфраструктури, 6 населених пунктів лишилися без електропостачання.
Російські окупанти сьогодні 9 травня 2022 року обстріляли Одеську область та пошкодили 5 будівель туристичної інфраструктури. Пожежу ліквідовано, постраждали 2 особи, які доставлені в лікарню. 
Внаслідок ракетної атаки по Одесі 9 травня одна людина загинула, 5 поранені. 
Росія 10 травня 2022 року в черговий, четвертий раз здійснила ракетний обстріл пошкодженого мосту через Дністровський лиман на Одещині.
Внаслідок ракетного удару по Одещині літаками стратегічної авіації РФ 16 травня 2022 року, уражено об'єкт туристичної інфраструктури, зруйновані будівлі, спалахнула пожежа. Попередньо, постраждали 2 дорослих і важко поранена маленька дитина. Унаслідок ракетного удару окупантів по Одеській області важко поранено 6-річну дівчинку, поранень також дістали троє дорослих. Зруйновано будівлі баз відпочинку та понад 15 приватних будинків. 
Дві ракети рашистів вночі 17 травня 2022 року знову влучили в непрацюючий міст через Дністровський лиман у Затоці Одеської області. 
20 травня із застосуванням стратегічної авіації ворог наніс черговий ракетний удар крилатою ракетою повітряного базування по Одещині. Вдарили по промисловому підприємству з добривами. 
Російські війська 30 травня 2022 року завдали два ракетних удари по Одеській області, вкотре влучили в автомобільно-залізничний міст через Дністровський лиман у Затоці. Ударною хвилею пошкоджено кілька приватних  будинків неподалік.
Сьогодні 4 червня 2022 року зранку по території Одеської області завдано ракетного удару крилатою ракетою повітряного базування. Вражено територію сільськогосподарського підприємства, складські приміщення. Пожежу оперативно ліквідували рятувальники. Попередньо, 2 постраждалих.   
В Одеській області внаслідок потрапляння ворожої ракети 1 липня 2022 року у 9-поверховий будинок кількість загиблих становить 14 осіб, ще 30 – поранені.
Внаслідок ворожого ракетного удару по Білгород-Дністровському району 1 липня 2022 руку на базі відпочинку загинуло 3 особи (з них 1 дитина) та постраждала 1 особа. Руйнування зазнали будівлі.
Через ворожу ракету 14 серпня 2023 року було вщент знищено гіпермаркет FOZZY Cash&Carry в Одесі - у магазині "згоріло все", загиблих немає. Сума завданої шкоди, попередньо, сягає сотень мільйонів гривень.